# Что может быть лучше плохой погоды (роман)
«Что может быть лучше плохой погоды» (болг. Няма нищо по-хубаво от лошото време) —  роман болгарского писателя  Богомила Райнова, написанный в 1968 году.

## Сюжет
Время действия — 1960-е годы. Разведчик Эмиль Боев оказывается в Венеции, а затем в Амстердаме с заданием от болгарского разведцентра. Он выходит на сотрудников солидной западноевропейской фирмы «Зодиак», которая помимо осуществления коммерческой деятельности является ещё прикрытием для шпионажа в странах соцлагеря. В Венеции на глазах Боева автомобиль с людьми из «Зодиака» сбивает его друга и учителя болгарского разведчика Любо Ангелова. Смерть Любо — ещё одно свидетельство опасной деятельности «Зодиака». 
Боев — профессионал, он не склонен к примитивной мести, однако личные счёты с противником из полушпионского «Зодиака» никуда не денешь. Это придаёт дополнительные силы Эмилю Боеву. Он успешно завершает свою разведывательную миссию.

## Литературные особенности
Герой Богомила Райнова вовсе не похож на Джеймса Бонда. Если у    Яна Флеминга его герой не знает сомнений и всегда побеждает, то у Райнова разведчик Боев никакой не супермен. Да, ему иногда везёт, но ему присущи обычные человеческие качества: страх, рефлексия, любовь. И если он обыгрывает противников, то только потому, что оказывается интеллектуально выше их. 
Оставив Боева в середине прошлого века, Б.Райнов и в других своих романах смог привлечь интерес к этому персонажу, причём в немалой степени за счёт ностальгии.

## Экранизация
По роману в 1970 году был снят одноимённый фильм. Сценаристом выступил сам Богомил Райнов, режиссёр — Методи Андонов. Главную роль в фильме – разведчика Эмиля Боева – исполнил Георги Георгиев-Гец.
Экранизация романа «Что может быть лучше плохой погоды» была дублирована на русский язык и демонстрировалась в СССР.